# Sue W. Kelly

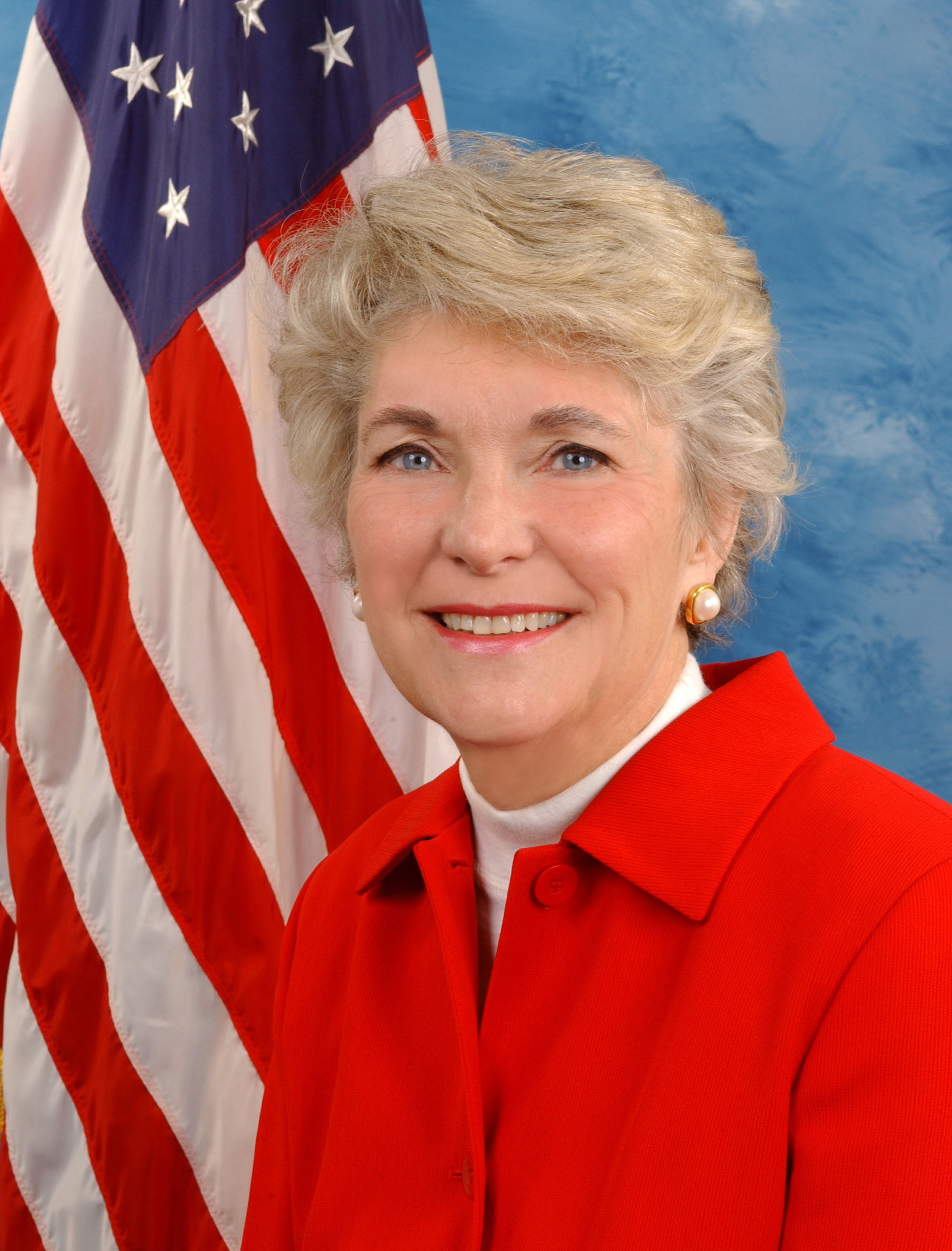
Sue W. Kelly

Sue Weisenbarger Kelly (* 26. September 1936 in Lima, Ohio) ist eine US-amerikanische Politikerin. Zwischen 1995 und 2007 vertrat sie den Bundesstaat New York im US-Repräsentantenhaus.

## Werdegang
Sue Weisenbarger, so ihr Geburtsname, besuchte die Lima Central High School und dann im Jahr 1958 die Denison University in Granville. Später absolvierte sie auch das Sarah Lawrence College in Yonkers. Sie arbeitete in der biomedizinischen Forschung am Boston City Hospital in Massachusetts und am New England Institute for Medical Research. Zeitweise unterrichtete sie auch in ihrem Fach. Außerdem bekleidete sie weitere medizinische Ämter. Politisch schloss sie sich der Republikanischen Partei an. Zeitweise gehörte sie dem Stab des Kongressabgeordneten Hamilton Fish an.
Bei den Kongresswahlen des Jahres 1994 wurde Kelly im 19. Wahlbezirk von New York in das US-Repräsentantenhaus in Washington, D.C. gewählt, wo sie am 3. Januar 1995 Hamilton Fishs Nachfolge antrat. Nach fünf Wiederwahlen konnte sie bis zum 3. Januar 2007 sechs Legislaturperioden im Kongress absolvieren. In diese Zeit fielen die Terroranschläge am 11. September 2001, der Irakkrieg und der Militäreinsatz in Afghanistan. Im Jahr 2006 wurde sie nicht wiedergewählt.
Sue Kelly ist mit Edward Kelly verheiratet, mit dem sie vier erwachsene Kinder hat. Das Paar hat außerdem acht Enkelkinder.